# Wittibreut
Wittibreut je obec v německé spolkové zemi Bavorsko, v zemském okrese Rottal-Inn ve vládním obvodu Dolní Bavorsko.
V roce 2013 zde žilo 1 998 obyvatel.